# Hunga rhamnoides
Hunga rhamnoides là một loài thực vật có hoa trong họ Cám. Loài này được (Guillaumin) Prance mô tả khoa học đầu tiên năm 1979.